# Ach Gott, wie manches Herzeleid (BWV 3)
Ach Gott, wie manches Herzeleid (Ah ! Dieu, combien de tourments), BWV 3, est une cantate religieuse de Johann Sebastian Bach composée à Leipzig à la fin de l'année 1724 pour le 2e dimanche après l'Épiphanie qui tombait cette année le 14 janvier 1725. Pour cette destination liturgique, deux autres cantates ont franchi le seuil de la postérité : les BWV 13 et 155. Elle appartient au deuxième cycle de Leipzig (1724-1725), celui des cantates de choral. La BWV 58 utilise le même choral (et possède donc le même titre) mais est destinée au dimanche après le Nouvel An.
Les lectures prescrites pour ce jour étaient Rom. 12: 6-16 et Jean 2: 1-11.
Il s'agit d'une cantate chorale basée sur le choral homonyme de (1587), attribué à Martin Moller qui s'est inspiré de l'hymne Jesu dulcis memoria attribué à Bernard de Clairvaux. Le texte du choral reste inchangé dans les premier, deuxième et sixième mouvements mais est modifié par un auteur inconnu dans les autres mouvements.
Le thème du choral (Zahn 533a) reprend la ligne mélodique de Herr Jesu Christ, meins Lebens Licht II, qui parut  pour la première fois dans les « Liederbuch » de Wolflin Lochamer imprimés à Nuremberg en 1455.

## Structure et instrumentation
La cantate est écrite pour cor, trombone, deux hautbois d'amour, deux violons, alto, basse continue, avec quatre voix solistes (soprano, alto, ténor, basse) et chœur à quatre voix.
La cantate comporte six mouvements :
1. chœur : Ach Gott, wie manches Herzeleid
2. récitatif (choral) : Wie schwerlich läßt sich Fleisch und Blut
3. aria (basse] : Empfind ich Höllenangst und Pein
4. récitatif (ténor) : Es mag mir Leib und Geist verschmachten
5. aria (duo soprano et alto) : Wenn Sorgen auf mich dringen
6. choral : Erhalt mein Herz im Glauben rein

## Musique
Dans le choral d'ouverture, le cantus firmus est confié à la basse, doublée par le trombone, comme dans Ach Herr, mich armen Sünder, (BWV 135). Son état d'esprit de lamentation est soutenu par des « sons élégiaques » des hautbois d'amour, des motifs de soupirs dans les cordes, les voix supérieures reflétant les motifs du hautbois.
Le récitatif combine l'air du cantique, chanté par un chœur à quatre parties, avec un texte interpolé chanté par les solistes. Les vers du cantique sont séparés par un joyeux motif ostinato dérivé de l'air du choral,. L'aria de basse, avec le seul continuo, exprime le contraste entre la Höllenangst (« angoisse de l'enfer ») et le Freudenhimmel (« paradis de la joie »), avec d'incalculables douleurs (unermessnen Schmerzen) disparaissant dans la brume légère (leichte Nebel). Dans le duo pour soprano et alto en un « brillant mi majeur », les voix sont, insérées dans une « dense texture de quatuor » comme le note Christoph Wolff. Il résume que le mouvement « bannit les soins de l'homme au moyen de chants joyeux ». Le choral de clôture est disposé en quatre parties.

## Sources
- (en) Cet article est partiellement ou en totalité issu de l’article de Wikipédia en anglais intitulé « Ach Gott, wie manches Herzeleid, BWV 3 » (voir la liste des auteurs).
- Gilles Cantagrel, Les cantates de J.-S. Bach, Paris, Fayard, 24 mars 2010, 1665 p. (ISBN 978-2-213-64434-9).